# Bardahl
Bardahl est un fabricant américain d'huiles pour moteur, de lubrifiants, additifs et produits d’entretien pour les secteurs auto, moto, nautique, industriel mais aussi pour les secteurs du jardinage et bricolage. Bardahl fabrique également ces mêmes produits spécifiquement pour quelques constructeurs automobiles.
La marque a également une riche histoire en sports mécaniques (auto et moto).   

## Histoire
En 1939, du côté de Seattle (USA), Ole Bardahl, ingénieur d’origine norvégienne, invente un lubrifiant innovant pour les moteurs en partant du principe de la polarisation. Cette innovation sera utilisée par les avions de l’US Air Force mais surtout en compétition (voir « sports moteurs » ci-dessous).
En Europe, l’aventure commence un peu plus tard, en 1954, lorsque Jean Leplat propose à la marque Bardahl d’importer ses produits pour la France et d’en devenir le distributeur exclusif. SADAPS, Société Anonyme des Additifs et Produits Spécialisés, naît pour distribuer Bardahl en France. En 1970, c’est au tour de Dominique Leplat, fils de Jean Leplat, de reprendre l’affaire familiale. En 1991, Dominique Leplat s’associe à la fille d’Ole Bardahl, Evelyne, afin que SADAPS-Bardahl devienne le producteur pour toute l’Europe. En 2018, à la suite du décès de Dominique Leplat, sa fille, Sonia Callens Leplat, reprend le flambeau. 

### Bardahl et les sports moteurs
Comme de nombreuses têtes pensantes en matière de mécanique, Ole Bardahl était convaincu que le meilleur moyen de mettre ses produits à l'épreuve était de les amener dans le monde de la course, sur tout type de véhicules : de la moto à la voiture, en passant par les avions. Bardahl a d'ailleurs sponsorisé de nombreuses équipes de course.  

#### 1956: avec Ferrari, à Indianapolis
La Ferrari Kurtis Kraft Bardahl pilotée par Nino Farina en vue des 500 Miles d’Indianapolis.

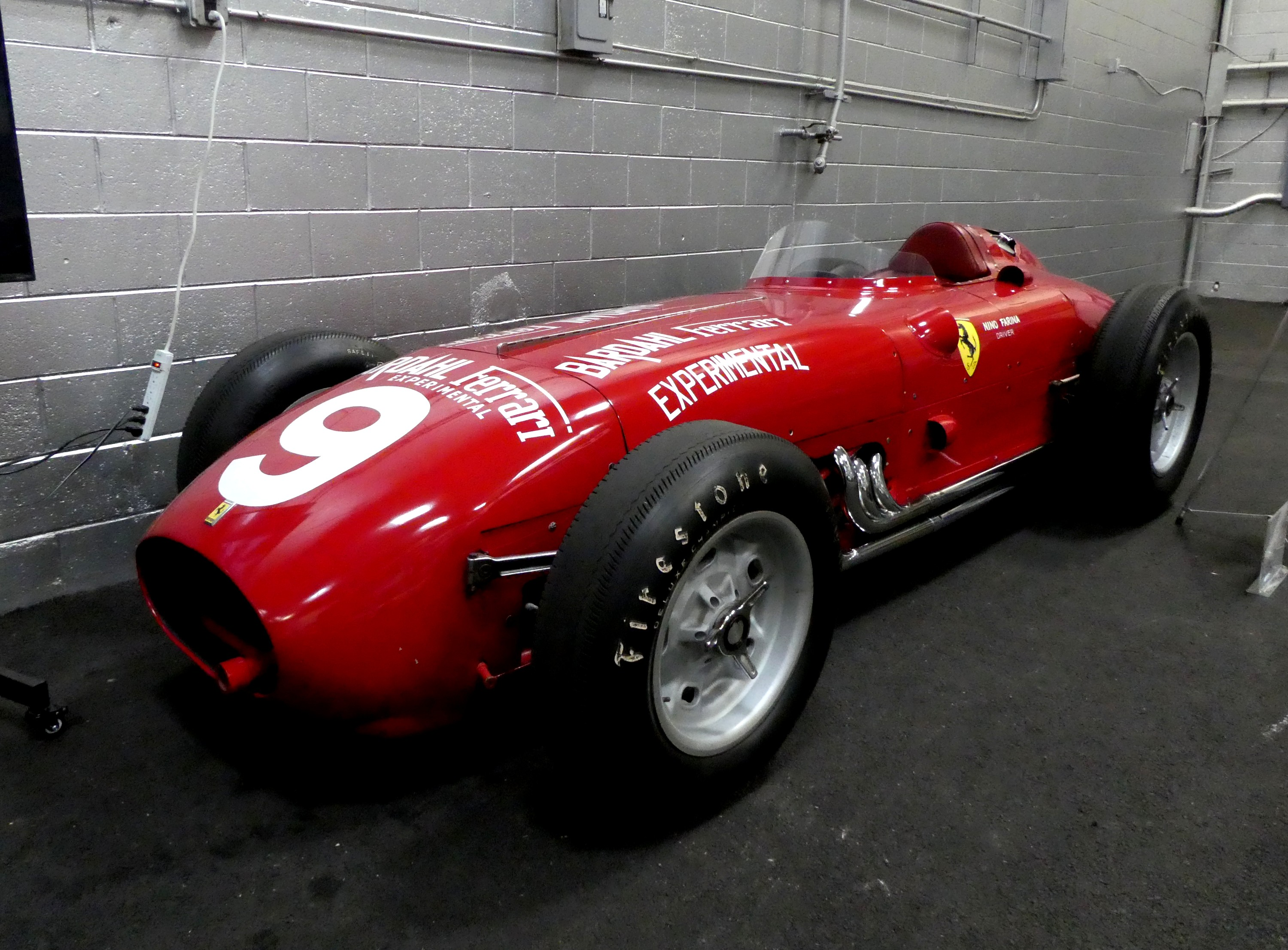
La Ferrari Kurtis Kraft Bardahl Special

#### 1967: avec Dan Gurney, au Mans
En 1967, Dan Gurney remporte les 24 Heures du Mans en compagnie d’A.J. Foyt au volant d’une Ford GT40 Mk IV. Quelques heures avant la course, il a été surpris en train de poser avec les « Bardahl Girls ». Il aura été ambassadeur Bardahl, notamment au volant de la Lola T70 Bardahl Spécial, en championnat Can-Am, en 1966. 

#### En Formule 1, avec Emerson Fittipaldi
En 1970, Emerson Fittipaldi grimpe en F2 au sein de l’écurie semi-officielle Lotus du Team Bardahl. Grâce à ses belles performances, il est promu en F1 la même année et remporte sa première course. En 1972 et 1974, le Brésilien est couronné Champion du Monde de F1.
Durant les années 1990, Christian Fittipaldi (neveu d’Emerson) ramène les couleurs de Bardahl en F1, avant de terminer 2e des 500 Miles d’Indianapolis 1995.

### En rallye
Les frères Alméras, vainqueurs du rallye de Monte Carlo en 1978, ont également représenté les couleurs de Bardahl, notamment en intégrant le Bardahl Racing Team en 1971. 
En 2020, Bardahl a également été impliqué en Championnat de Belgique des Rallyes (BRC) avec DG Sport Compétition, équipe représentée par Kris Princen et Guillaume de Mévius sur des Citroën C3 R5.  

#### Le Dakar
En 2005, 2006 et 2007, le jaune Bardahl apparaît sur un Land Rover Bowler.
En 2019, Bardahl réalise un retour un peu plus médiatisé avec Sébastien Loeb et Daniel Elena, aux commandes d’un Peugeot 3008 DKR de l'écurie PH Sport. L’équipage termine en 3e position au classement général, avec 4 victoires d’étape. 

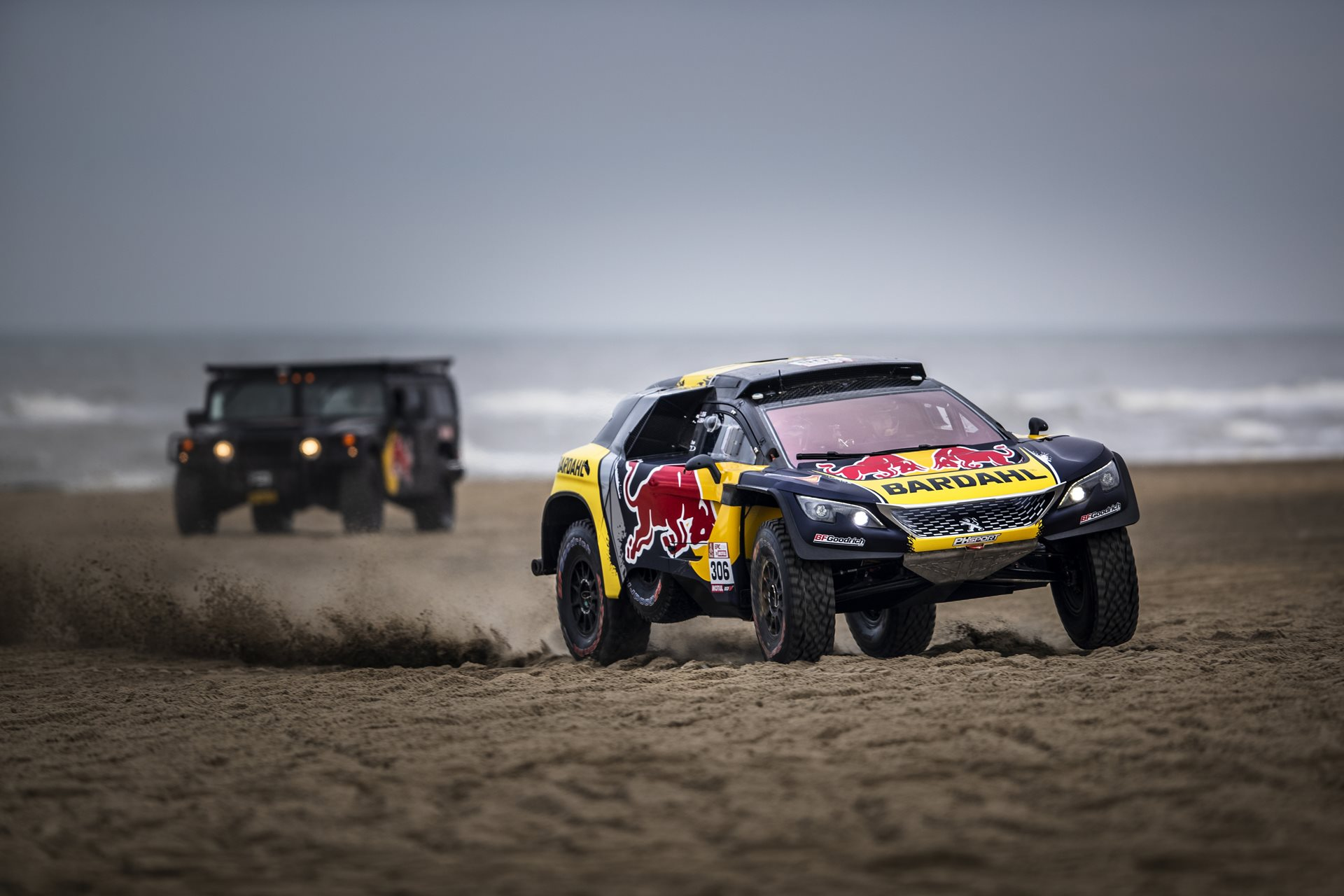
Peugeot 3008 DKR 2019

#### Sébastien Loeb Racing
Depuis 2016, Bardahl sponsorise l’écurie Sébastien Loeb Racing (SLR).
En 2016, SLR s'engage en WTCC (Championnat du monde des voitures de tourisme) sur des Citroën C-Elysée avec John Filippi, Tom Chilton, Mehdi Bennani et Grégoire Demoustier. La campagne s’acheve avec deux titres : celui du WTCC Team Trophy et celui des pilotes Trophy avec Mehdi Bennani. L’équipe réitére la performance en 2017 avec, cette fois, le titre des pilotes Trophy pour Tom Chilton, vice-champion 2016.

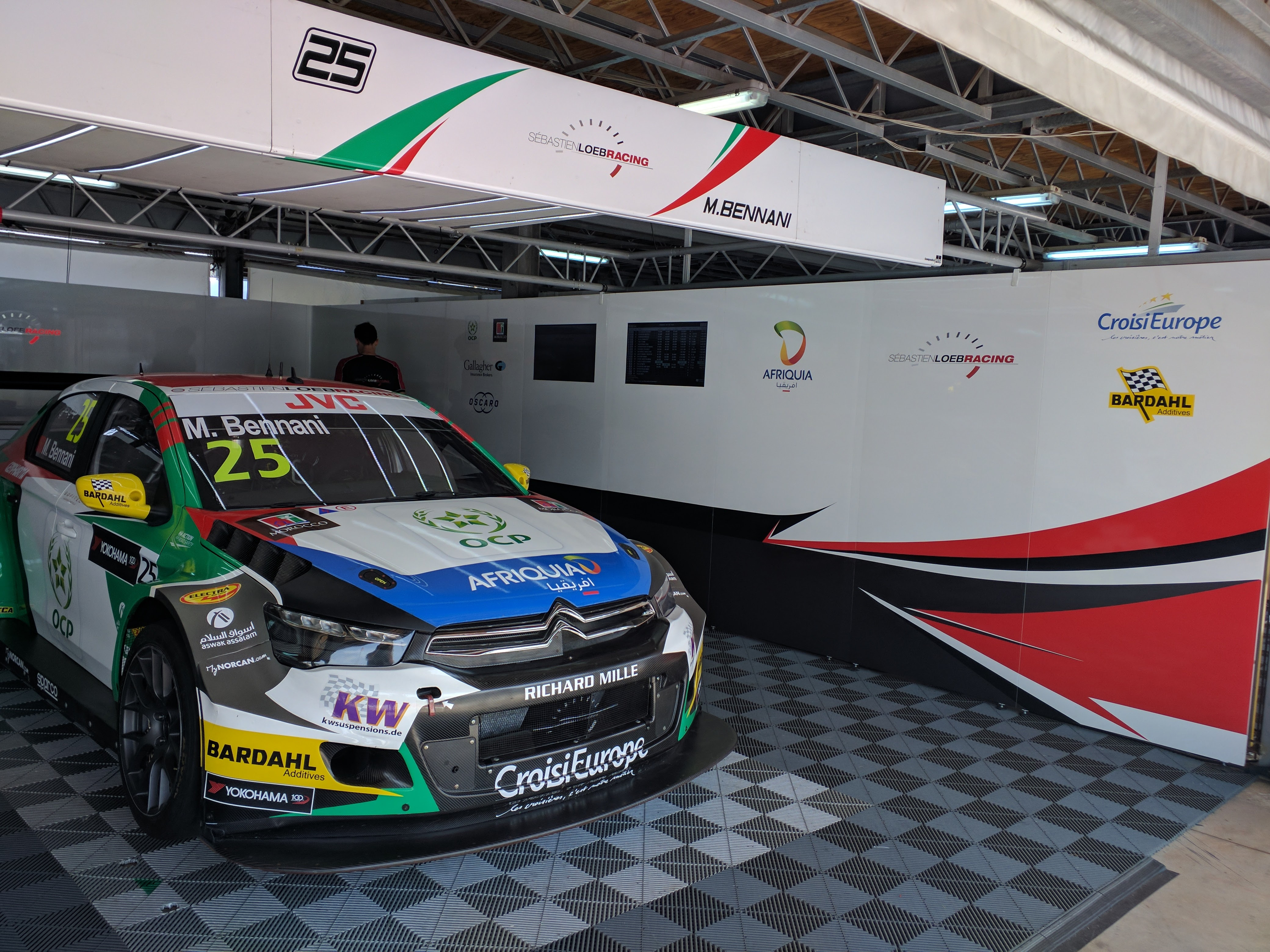
WTCC 2016 Citroën C-Elysée Mehdi Bennani (Sébastien Loeb Racing)

En 2018, le WTCR (Coupe du Monde des voitures de tourisme) vient remplacer le WTCC. SLR choisit la Volkswagen Golf GTI TCR et son pilote, Mehdi Bennani, affiche les couleurs de Bardahl. En 2019, les quatre pilotes SLR en WTCR sont soutenus par Bardahl : Mehdi Bennani, Johan Kristoffersson, Rob Huff et Benjamin Leuchter.
Depuis 2016, Bardahl est aussi présent sur les Porsche 911 GT3 Cup de l’équipe SLR, engagées en Carrera Cup France avec des titres en catégorie B (gentleman driver) et Rookie en 2016 et 2017.
En 2019, Bardahl apparait sur la Peugeot 208 WRX de Grégoire Demoustier, engagée en Championnat du Monde de Rallycross par l’équipe SLR.
SLR étant également actif en Championnat de France des Rallyes FFSA et en Trophée Andros, Bardahl y est également impliqué.

### Supermoto & Super Sport
Le Français Thomas Chareyre a remporté 8 titres de Champion du Monde Supermotard (2010, 2012, 2014, 2015, 2016, 2017, 2019 et 2020), le plus souvent, avec Bardahl au milieu de sa combinaison. 
En 2016, Bardahl Italie devient le sponsor principal de l’équipe Evan Bros Racing, engagée en Championnat du Monde Super Sport (World SSP). Les années 2019 et 2020 sont les plus couronnées. En 2019, le Bardahl Evan Bros Racing remporte le titre des écuries et des pilotes avec Randy Krummenacher. L’équipier de Krummenacher, Frederico Caricasulo, termine vice-champion. L’année suivante, Andrea Locatelli survole le championnat avec 7 pole positions, 12 victoires, 13 podiums et 11 meilleurs tours en course (sur 15 courses) au guidon de la Yamaha R6. Bardahl Evan Bros Racing est titré au championnat des équipes. 

## Production
Aujourd’hui, la marque Bardahl est présente sur les 5 continents et ses produits sont commercialisés dans plus de 100 pays. Elle dispose d’unités de production aux États-Unis, en France, en Belgique, en Italie, en Argentine, au Mexique et au Brésil.
Bardahl cible principalement six secteurs : l’automobile, les deux-roues, la maison, le jardin, le nautisme et l’industrie.
Bardahl se démarque en utilisant la chimie du Fullerène C60 (60 atomes de carbone). Le principe de fonctionnement du Fullerène C60 ressemble à celui de roulements à billes très mobiles et flexibles qui disposent d’une résistance extrême à la pression grâce à leur structure moléculaire en forme de sphère. Le fabricant a fait évoluer cette molécule en Fullerène C60 Polar Plus, qui s’appuie sur le principe de polarisation des molécules. Concrètement, cela permet à l’huile d’adhérer de manière durable aux éléments mécaniques du moteur tout en laissant un film de protection, offrant ainsi une meilleure lubrification.

## Environnement
Afin de contribuer à la séquestration du CO2 et à la réduction des gaz à effet de serre, Bardahl s’engage, dès l’hiver 2010-2011, dans un programme de mécénat triennal avec l’Office national des forêts. La démarche consiste à reboiser la forêt de Retz (située à 80 km au nord-est de Paris). Pendant l’hiver 2010-2011, 3.000 jeunes arbres sont plantés à la demande de SADAPS-Bardahl sur la parcelle 1104 de cette forêt. 

En 2015, des panneaux photovoltaïques sont installés sur le toit de l'usine de Tournai, en Belgique.  

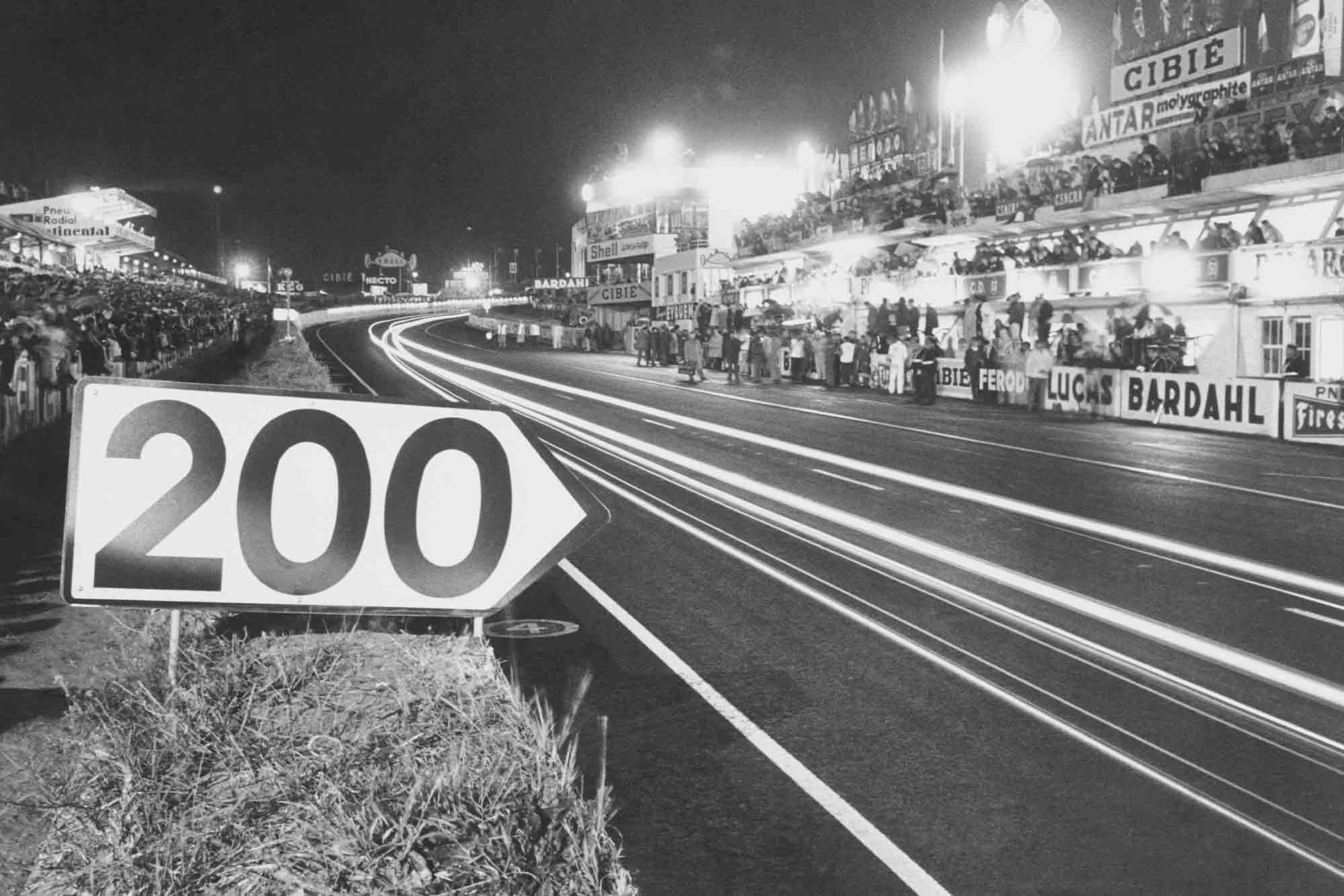

## Bardahl au cinéma
Dans des films qui mettent en scène les 24 Heures du Mans, comme « Le Mans » ou « Le Mans 66 », il n’est pas rare de voir apparaître Bardahl sur les rails de sécurité, les voitures ou encore les équipements des pilotes. Bardahl apparaît même sur la couverture du film « Le Mans 66 », sorti en 2019.